# Aversion au risque
Pour des articles plus généraux, voir Théorie de la décision et Aversion pour l'incertitude.
L'aversion au risque ou aversion pour le risque est un comportement économique.
Les investisseurs et les parieurs ont habituellement une certaine aversion pour le risque. Ils préfèrent un gain relativement sûr à un gain bien plus important mais aléatoire (mieux vaut recevoir 100 euros qu'avoir une chance sur 10 d'en recevoir 1 000), selon l'adage « un tiens vaut mieux que deux tu l'auras ».
Toutefois, chaque investisseur a son propre attitude envers le risque. C'est ainsi qu'il y a neutralité ou tolérance au risque, voire recherche du risque, pour certains d'entre eux (voire pour un grand nombre d'entre eux en période d'euphorie boursière).

## Rôle de cette notion dans les modèles économiques et financiers
L'aversion pour le risque est l'un des tout  premiers principes découverts en économie. Elle est mise en évidence par Daniel Bernoulli, il y a 300 ans. Elle a conduit au concept économique d'utilité et à la notion économique de prime de risque, qui ont permis de mieux comprendre les équilibres de prix et de rendements, et d'aborder leur modélisation mathématique.
Les recherches en finance comportementale ont montré que cette notion doit être utilisée avec quelques précautions, les comportements des agents économiques vis-à-vis du risque et de l'espérance de gain étant en réalité très complexes et changeants.
Certains modèles économiques montrent l'importance de cette notion sur l'économie en période de crise notamment.

## Une autre perception du risque en finance: Le risque est un bien
Selon des études récentes (V. Pedhôm, 1996, 2004) les agents économiques n'auraient ni aversion, ni préférence pour le risque et encore moins une attitude de neutralité envers celui-ci. Ils ne peuvent faire autrement que de prendre des risques, même en cherchant à s'immuniser contre ceux-ci. En conséquence, ils ne seraient ni « risquophobes », ni « risquophiles », mais plutôt « risquophages ». Le risque apparaît alors comme un bien. Un « bien premier » (besoin primaire) désiré quels que soient nos autres désirs.
« Qui ne risque rien n'a rien ». Sans la motivation qu'apporte le risque (surtout, faudrait-il ajouter, sans émotion par rapport au risque, comme le montre la finance comportementale), il n'y aurait pas d'activités possibles et l'on sombrerait dans l'apathie. Les agents économiques achèteraient essentiellement des risques (même sans le savoir), les autres choses leur étant seulement ajoutées.
Si le risque est un bien, ses fonctions d'offre et de demande pourraient, grâce à la théorie des catastrophes, être mises à jour. Cette théorie des risques, très marquée par l'ancien concept d'utilité, fait l'hypothèse d'une rationalité limitée des agents économiques. Elle aiderait, dans le cadre des relations d'agence, à déterminer les niveaux d'exposition (au risque) pour lesquels :
- la catégorie sociale des actionnaires, les « shareholders », trouve que l'organisation leur est de la plus grande utilité dans la mesure où ses mobiles d'actions sont suffisamment satisfaits (niveau de risque égo-optimal pour une valeur actionnariale optimale de l'organisation) ;
- l'ensemble des parties prenantes, les « stakeholders », estime que l'organisation est de la plus grande utilité sociale ou publique dans la mesure où les mobiles d'actions, de chaque catégorie de partenaires sociaux, sont suffisamment satisfaits (niveau de risque socio-optimal pour une valeur partenariale optimale).